# Security-Widefield
Security-Widefield è un centro abitato (census-designated place) degli Stati Uniti d'America, situato nella contea di El Paso dello Stato del Colorado, a sud della città di Colorado Springs. Nel censimento del 2000 la popolazione era di 29.845 abitanti.

## Geografia fisica
Secondo i rilevamenti dell'United States Census Bureau, Security-Widefield si estende su una superficie di 38,9 km².